# Hélène Asanina Cantacuzène
Pour les articles homonymes, voir Hélène Cantacuzène (homonymie).
Hélène Asanina Cantacuzène (morte après 1394) était la comtesse douairière de Salona en Grèce de 1380 jusqu'à sa conquête par l'Empire ottoman en 1394.

## Biographie
Hélène est l'une des filles de Mathieu Cantacuzène et Irène Paléologue. En 1361 elle suit son père dans le despotat de Morée, où elle épouse Louis Frédéric d'Aragon, comte de Malte et Gozo, quatrième comte de Salona, seigneur de Zetouni et d'Egine. À la mort de son mari en 1382, elle continue à régner en tant que comtesse douairière de Salona.
Menacée par l'alliance de son cousin Théodore Ier Paléologue, despote de Morée, avec Nerio Ier Acciaiuoli, duc d'Athènes, elle sollicite l'aide de Stephen de Pharsale, le plus jeune fils de Simeon Nemanjić, despote d'Epire. En avril 1388, le roi Jean Ier d'Aragon lui cède les droits de la châtellerie d'Athènes à la condition qu'elle défende la ville.
Chalcondyle raconte comment Salona a été pris par le sultan ottoman Bajazet Ier, et que par la suite Hélène et sa fille Marie entrèrent toutes deux dans le harem du sultan.

## Source de la traduction
- (en) Cet article est partiellement ou en totalité issu de l’article de Wikipédia en anglais intitulé « Helena Asanina Kantakouzene » (voir la liste des auteurs).